# I Liga Portuguesa de Futebol Americano
A I Liga Portuguesa de Futebol Americano foi disputada durante a época de 2009 e 2010 e foi disputada entre os Porto Renegades, Lumberjacks CFA, Alverca Crusaders e Lisboa Navigators. A estas equipas portuguesas, e no lugar de equipa convidada, os Galiza Black Towers também entraram nesta liga de forma a aumentar a competitividade e permitir que houvesse mais jogos e por consequência mais espetáculo.

## Fase regular
|                     | LUM   | CRU  | GBT   | NAV  | REN  |
| ------------------- | ----- | ---- | ----- | ---- | ---- |
| Lumberjacks CFA     | -     | 18-6 | 36-33 | -    | 43-0 |
| Alverca Crusaders   | 7-43  | -    | 6-45  | 0-56 | 0-19 |
| Galiza Black Towers | 34-19 | 1-0* | -     | 0-84 | 1-0* |
| Lisboa Navigators   | 56-0  | 1-0* | 39-6  | -    | 1-0* |
| Porto Renegades     | 6-7   | 1-0* | -     | 0-39 | -    |

| Vitória do visitado Vitória do visitante Empate Em - os jogos não realizados Em * a equipa da casa venceu por falta de comparência da equipa visitante |

| Classificação | Equipa              | Vitórias | Derrotas | Pontos marcados | Pontos sofridos |
| ------------- | ------------------- | -------- | -------- | --------------- | --------------- |
| 1º            | Lisboa Navigators   | 7        | 0        | 285             | 6               |
| 2º            | Lumberjacks CFA     | 5        | 2        | 166             | 140             |
| 3º            | Galiza Black Towers | 4        | 3        | 120             | 195             |
| 4º            | Porto Renegades     | 2        | 5        | 26              | 91              |
| 5º            | Alverca Crusaders   | 0        | 8        | 19              | 184             |

     Qualificado para o Playoff

## Playoffs
| Ronda                     | Data         | Equipa visitante    | Resultado | Equipa visitada |
| ------------------------- | ------------ | ------------------- | --------- | --------------- |
| Playoff de acesso à final | 16 Maio 2010 | Galiza Black Towers | 0-1*      | Lumberjacks CFA |

| Ronda | Data         | Equipa visitante | Resultado | Equipa visitada   |
| ----- | ------------ | ---------------- | --------- | ----------------- |
| Final | 22 Maio 2010 | Lumberjacks CFA  | 26-45     | Lisboa Navigators |

Os Lisboa Navigators sagraram-se campeões da I LPFA, conseguindo manter a invencibilidade durante o decorrer da prova. Os Lumberjacks CFA foram a grande revelação desta edição, pois com pouco tempo de formação conseguiram alcançar a grande final e mantiveram o jogo sempre com um resultado imprevisível até perto do final. O MVP (Jogador Mais Valioso) não oficial da primeira grande final foi André Monteiro, jogador dos Lisboa Navigators.